# 内田和也
内田 和也（うちだ かずや、1984年1月31日 - ）は、神奈川県横浜市金沢区出身の元プロ野球選手（外野手）、高校野球指導者。右投右打。

## 来歴・人物

### プロ入り前
日大三高時代には1年の夏からベンチ入り。3番を打ち、近藤一樹、都築克幸、千葉英貴、齋藤達則らとともに春・夏と甲子園に連続出場。
第73回選抜高等学校野球大会では、2回戦の兵庫県立姫路工業高等学校戦で、真田裕貴からセンターバックスクリーンに飛び込む本塁打を放つなど活躍。
2年ぶり9度目の出場となった第83回全国高等学校野球選手権大会では、3回戦の日本航空高校戦で、八木智哉から本塁打を放つなど大会を通して活躍し、チームを全国制覇へと導く。
高校通算19本塁打、走攻守三拍子揃った野手であるとマスコミに評され、ドラフト時の話題性は高かった。
2001年のドラフトにおいて、ヤクルトスワローズから4巡目指名を受け入団。ドラフト当時、1つの高校から4名がプロ入りしたということが大きなトピックスであった。これは同じ高校の選手が同じ年のドラフトで指名を受けた史上最多タイ記録である。

### プロ入り後
2002年は外野手が手薄なチーム事情もあって、一年目から代走などを中心に二軍で44試合に起用されるが、7安打1盗塁、打率は.140と結果が残せずに終わる。同年10月には米メジャーリーグベースボール、クリーブランド・インディアンスのキャンプにチームから派遣され、野球留学し、日本とは違ったメジャーリーグの過酷な競争社会を肌で体感する。
2003年は二軍で外野の一角として前年より多い70試合に起用されるも、課題克服はならなかった。スイングスピードが足りず、差し込まれる場面も見られた。2004年は期待の若手として、二軍の開幕戦からスタメンに起用されるも、前年同様の起用数に終わりポジション定着にはいたらなかった。2005年は前年に続き二軍の開幕スタメン。漸く打率が自己最高の.250まで上昇し、9盗塁。シーズン終盤にはスタメンにも定着。しかし一軍からの声はかからないまま、高卒4年目のシーズンを終えた。
2006年は生き残りを賭けて臨んだシーズンだったが、開幕時に故障。夏場には両打への転向も模索したが、10月3日東京ヤクルトスワローズから戦力外通告を受ける。11月7日の合同トライアウトに参加し、2打数1安打と四球も選び、まずまずの結果を残し、西武ライオンズと契約する。
西武ライオンズへ移籍した2007年は俊足の外野手として期待され、二軍で53試合に出場するなど積極的に起用された。しかし二軍で打率.172、2盗塁に終わり、一軍出場はならなかった。同年10月2日に前年に続き戦力外通告を受けたことで、現役を引退することを決意する。

### 引退後
2008年、現役引退後は一般企業に再就職、日中は会社に勤める傍ら、かねてからの夢であった高校野球の指導者の道を志し、教員免許取得のため早稲田大学人間科学部人間情報科学科（通信教育課程）に入学する。
平日は社業・学業の両立で多忙な日々を過ごすも、指導者としての勉強も重ねるためにプロ野球OBが主宰する野球塾で指導を担当したり、プロ野球OB会主催の野球教室への参加、古巣である西武ライオンズ主催の野球教室への参加などをさまざまな現場での指導経験を重ねた。新谷博が会長を務める世田谷サムライボーイズや東京玉川リトルシニア、世田谷南ボーイズなどといった中学生硬式野球チームでも指導についた。2012年には母校である日大三高での教育実習に参加している。
2014年4月より立正大学付属立正中学校・高等学校で教員職に就き、同高硬式野球部顧問を受け持つこととなった。2016年夏まで助監督を務めたのち、同年秋から監督に就任している。

## 詳細情報

### 年度別打撃成績
- 一軍公式戦出場なし

### 背番号
- 50 （2002年 - 2006年）
- 65 （2007年）